# Sarena Parmar
Sarena Parmar (Prince George, 18 de septiembre de 1986) es una actriz de teatro y televisión canadiense, más conocida por su papel de Chandra Mehta en el programa de televisión How to Be Indie.
Nacida en Prince George, se crio en Kelowna (Columbia Británica). Se graduó de la The National Theatre School of Canada. Su familia es originaria de Punjab, India.

## Filmografía
| Año  | Título      | Personaje | Nota            |
| ---- | ----------- | --------- | --------------- |
| 2012 | Radio Rebel | Audrey    | Papel principal |

| Año           | Título                        | Personaje     | Notas |
| ------------- | ----------------------------- | ------------- | --- |
| 2009–presente | How to Be Indie               | Chandra Mehta | |
| 2009          | Flashpoint (TV series)        | Jasmine Amiri | "Just a Man" (Temporada 2: episodio 16)                                                                                   |
| 2009          | The Border (TV series)        | Mina Diwan    | "Bride Price" (Temporada 3: Episodio 7)                                                                                   |
| 2010          | Degrassi: The Next Generation | Farrah Hassan | "Why Can't This Be Love?: Part 1" (Temporada 9: episodio 15) "Why Can't This Be Love?: Part 2" (Temporada 9: episodio 16) |